# Visitante (músico)
Eduardo José Cabra Martínez  (10 de setembro de 1978 em Santurce, San Juan, Porto Rico), mais conhecido como "Visitante Calle 13" ou simplesmente "Visitante" é o instrumentista e compositor da banda porto-riquenha Calle 13 que também contempla seus irmãos Ileana ("PG-13") e René ("Residente"). Eles iniciaram a carreira fazendo reggaeton alternativo, mas se distanciaram do gênero e hoje trabalham de maneira experimental com a música, com letras que tratam de temas sócio-políticos. que combinam hip-hop com música urbana e estilos latino-americanos.

## Infância
Visitante nasceu em 10 de setembro de 1978 em Santurce, em San Juan, capital porto-riquenha. Seu pai também era músico. Visitante conheceu seu meio irmão aos dois anos, quando seu pai se casou com a mãe de Residente, Flor Joglar de Gracia, que era uma atriz no Teatro del Sesenta, um grupo de atuação local. Embora seus pais tenham se separado mais tarde, os meio-irmãos continuaram próximos. Quando estava na sétima série, ele foi uma vez repreendido e levado à diretoria por se recusar a cantar o hino nacional estadunidense - mais tarde, ele se tornou um ativista pela independência de Porto Rico, tal qual Residente.

## Carreira musical
Antes de fazer sua própria música, Visitante produzia bandas coo Campo Viejo e Bayanga. Ele começou a compor quando Residente voltou de um curo nos Estados Unidos. Em 2004, eles escreviam músicas e as publicavam num site, e também procuravam uma gravadora para comercializar os trabalhos. Após enviarem demos para a White Lion Records, a dupla conseguiu um contrato.
Eduardo adotou o nome "Visitante" porque era assim que tinha de se identificar para entrar na rua de Residente em Trujillo Alto, protegida por um portão..
Com o Calle 13, Visitante ganhou 3 prêmios Grammy e 19 prêmios Grammy Latinos, sendo assim o artista mais premiado do evento. Em 2017, foi indicado ao a Produtor do Ano na premiação pela primeira vez por um trabalho sem relação com o Calle 13.
Em 2021, seu álbum Cabra foi indicado ao Grammy Latino de Melhor Álbum de Música Alternativa.

## Filmografia
Em todos os filmes, Visitante fez papel de si mesmo.
- 2006 – My Block: Puerto Rico (documentário)
- 2009 – Mercedes Sosa, Cantora un viaje íntimo (documentário)
- 2009 – Calle 13: Sin Mapa (documentário)